# 駒谷昌男
駒谷 昌男（こまや まさお、1967年1月23日 - ）は、日本の男性声優、舞台俳優。東京都出身。PACage所属及び代表。

## 人物
役者になる前はサラリーマンだった。
オフィスPACのプロ・スタ・オーディションに参加したことで声優、俳優としての活動を始める。
2025年3月24日、オフィスPACが法人解散するにあたり所属メンバーでPACageを設立し代表に就任した。
声種はハスキー。
特技は珠算、楽器演奏、料理。

## 出演

### テレビアニメ
2004年
- 焼きたて!!ジャぱん（林家ペー、受験者、イギリスチーム、警官）

2006年
- 陰からマモル!（取引相手、記者、校長先生、長老）
- RAY THE ANIMATION（チンピラB）

2007年
- 結界師（緋水）
- 古代王者 恐竜キング Dキッズ・アドベンチャー（2007年 - 2008年、アクトロイド、パンチョ、老人、家臣A 他）- 2シリーズ

2008年
- 魍魎の匣（柴田）

2009年
- 機動戦士ガンダム00 セカンドシーズン（正規軍艦長）
- 鋼の錬金術師 FULLMETAL ALCHEMIST（2009年 - 2010年、高官、工員、ボーズ）

2010年
- COBRA THE ANIMATION（搭乗員）
- スティッチ! 〜いたずらエイリアンの大冒険〜（2010年 - 2015年、ポコポン、ナンバーゼロ）- 1シリーズ + 特別編
- はっけん たいけん だいすき!しまじろう（しろさん）- 2シリーズ

2012年
- ぴっちぴち♪しずくちゃん（ザッキー）

2014年
- 牙狼〈GARO〉 -炎の刻印-（カピ）
- 神撃のバハムート GENESIS（無法者A）

2015年
- アクエリオンロゴス（土聞地ノ助）
- 牙狼 -紅蓮ノ月-（賀茂保憲）

2016年
- サザエさん（2016年 - 、小高、柳吉、山田 他）

2017年
- 将国のアルタイル（アッバス）

2022年
- ユーレイデコ（ウィルソン）
- チェンソーマン（永遠の悪魔）

2023年
- 川越ボーイズ・シング（太鼓隊）

### 劇場アニメ
- 甲虫王者ムシキング スーパーバトルムービー 〜闇の改造甲虫〜（2007年、ノコギリクワガタB）

### Webアニメ
- DEVILMAN crybaby（2018年、ゲルマー）

### ゲーム
2000年代
- ドラッグオンドラグーン2 封印の紅、背徳の黒（2005年、元帝国兵）
- ローグギャラクシー（2005年、フィリオ）
- 義経英雄伝（2005年、佐藤継信）
- cars（2006年）

2010年代
- 第3次スーパーロボット大戦Z 時獄篇（2014年）
- レインボーシックス シージ（2015年、イェーガー）
- Fallout 4（2015年、DiMA）

2020年代
- モンスターストライク（2022年、永遠の悪魔）
- 共闘ことばRPG コトダマン（2023年、永遠の悪魔）

### 吹き替え

#### 担当俳優
デイヴィッド・ザヤス
- 16ブロック（ロバート・トーレス）※ソフト版、テレビ朝日版
- デクスター〜警察官は殺人鬼（エンジェル・バティスタ）
- THE BLACKLIST/ブラックリスト（マニー・ソト）

#### 映画
- アート・オブ・ウォー（カペラ〈モーリー・チェイキン〉）※Netflix版
- アイ・ソー・ザ・ライト
- 悪魔のいけにえ（フランクリン〈ポール・A・パーテイン〉）※BD版
- あの夜、マイアミで（ミスター・カールトン〈ボー・ブリッジス〉）
- 雨に降られて（フロント係）※スター・チャンネル版
- アローン・イン・ザ・ダーク
- イエスマン “YES”は人生のパスワード（ルーニー〈ダニー・マスターソン〉）
- 怒りの戦場 CODE：PIRANHA
- インクレディブル・ハルク（タフガイリーダー〈ペドロ・サリバン〉）
- インソムニア ※テレビ東京版
- イントゥ・ザ・ブルー
- ウェディング・プランナー
- ヴェニスの子供自動車競走
- 宇宙戦争
- エアポート ユナイテッド93
- エリン・ブロコビッチ ※テレビ朝日版
- オーシャンズ13（警備チーフ）※フジテレビ版
- オールド・ドッグ
- オールド・ナイブス（イリヤス・シシャリ）
- オーロラの彼方へ ※日本テレビ版
- 壊滅暴風圏II/カテゴリー7
- カサブランカ（ハインツ大佐〈リチャード・ライエン〉）※スターチャンネル版
- がんばれ!ベアーズ ニュー・シーズン
- 間諜最後の日（R〈チャールズ・カーソン〉※PDDVD版
- 君のためなら千回でも
- キャットウーマン ※ソフト版
- 救命艇（ガス〈ウィリアム・ベンディックス〉）※PDDVD版
- ギルダ（ケイシー〈ジョー・ソーヤー〉）※ソフト版
- キング・アーサー
- キング・コング
- グエムル-漢江の怪物-
- 撃鉄2 -クリティカル・リミット-
- クラウズ〜雲の彼方へ〜（ウィーバー〈リル・レル・ハウリー〉）
- クリスマスを駆け抜けて（ジェラルド〈ケヴィン・コナリー〉）
- ゲット・リッチ・オア・ダイ・トライン（ティト〈ヴィクター・ゴメス〉）
- 荒野の七人（ヒラリオ）※スターチャンネル版
- コラテラル・ダメージ ※フジテレビ版
- サウンド・オブ・サイレンス ※テレビ朝日版
- 砂漠の鬼将軍（ロンメルの部下）※PDDVD版
- サンダーバード55/GoGo（山小屋で雪男に襲われる男、新聞売り[注 1]）
- シマロン（ロン・ヨンティス）※PDDVD版
- ジョーズ ※ソフト版、テレビ東京版
- ショック・ウェーブ
- スズメバチ ※テレビ東京版
- ステイト・オブ・ウォー
- スーパー・チューズデー 〜正義を売った日〜（トム・ダフィ〈ポール・ジアマッティ〉）
- スーパーマン ※テレビ朝日新版
- セーブアムス（トニー）
- 成功争い ※スターチャンネル版
- セルラー ※ソフト版
- SONNY ソニー（ジェシー〈スコット・カーン〉）
- 大統領の執事の涙 ※BSジャパン版
- 太陽に向かって（編隊長）
- ダウントン・アビー/新たなる時代へ（マレー〈ジョナサン・コイ〉[10]）
- 007シリーズ
  - 007/ドクター・ノオ（ダフ〈ウィリアム・フォスター・デイビス〉）※ソフト版
  - 007/サンダーボール作戦（ヤンニ〈マイケル・ブレナン〉）※ソフト版
  - 007/リビング・デイライツ（看守〈ケン・シャロック〉）※ソフト版
  - 007/消されたライセンス（ジョー・ブッチャー博士〈ウェイン・ニュートン〉、倉庫の警備員〈ジェフ・モルドヴァン〉）※新ソフト版
- タミー・フェイの瞳（牧師）
- チャーリーズ・エンジェル フルスロットル ※テレビ朝日版
- チャップリンとパン屋（パン屋の主〈フリッツ・シェイド〉）※スター・チャンネル版
- チャップリンの駈落（警官〈アーネスト・ヴァン・ペルト〉）※スター・チャンネル版
- チャップリンの質屋（質屋の主人〈ヘンリー・バーグマン〉）※スター・チャンネル版
- チャップリンの失恋（泥棒〈アーネスト・ヴァン・ペルト〉）※スター・チャンネル版
- チャップリンの女装（父の友人〈ビリー・アームストロング〉）※スター・チャンネル版
- チャップリンの役者（撮影所支配人〈ロバート・ボルダー〉）※スター・チャンネル版
- チャップリンの寄席見物（チューバ奏者、歌手）※スター・チャンネル版
- 追撃者※テレビ東京版
- 追跡者※テレビ東京版
- トナカイのブリザード（ジェレミー）
- 友へ チング
- トランスフォーマー/ダークサイド・ムーン（レーザービーク[11]）
- トランスポーター2 ※テレビ朝日版
- トリプルX ネクスト・レベル ※テレビ朝日版
- ハッピー・デス・デイ
- バディゲーム（ベンダー〈ニック・スウォードソン〉）
- ハドソン川の奇跡（ラリー・ルーニー〈クリス・バウアー〉[12]）※ザ・シネマ版
- パラサイト・バンティング 食人草
- パンチドランク・ラブ
- ファイナル・オプション（マック〈マーク・ライアン〉、ハロルド・スタウントン外務大臣）※DVD版
- ファイナル・ブラッド2（ゴヴェル〈アントニーノ・ルオリオ〉[13]）
- フィフス・エレメント ※BD版
- ブラッド・ワーク ※テレビ東京版
- フランクおじさん（マイク・ブレッドソー〈スティーヴ・ザーン〉）
- マーゴット・ウェディング（マルコム〈ジャック・ブラック〉）※Netflix版
- マグニフィセント・セブン（ハープ保安官〈デイン・ローデス〉[14]）
- マトリックス・レボリューションズ（ゴースト〈アンソニー・ブランドン・ウォード〉）※フジテレビ版
- Mr.&Mrs. スミス ※テレビ朝日版
- ミステリアス・アイランド
- ミッション:インポッシブルシリーズ
  - M:i:III（男性エージェント〈ティモシー・オマンソン〉）※劇場公開版、（ブラウンウェイ〈エディ・マーサン〉）※フジテレビ版
  - ミッション:インポッシブル/ゴースト・プロトコル（ザ・フォッグ〈イリア・ヴォロック〉）
  - ミッション:インポッシブル/ファイナル・レコニング（コルツォフ〈パシャ・D・リチニコフ〉[15]）
- 夕陽のガンマン（地獄耳の老人〈ヨゼフ・エッガー〉）※NETテレビ版完声版追録部分
- ライオン・キング（ラフィキ[16]）
  - ライオン・キング:ムファサ[17]
- LIFE!/ライフ（トッド・マハール〈パットン・オズワルト〉[18]）※ザ・シネマ版
- ラッキー・ガール
- レイヤー・ケーキ（コーディ〈デクスター・フレッチャー〉）
- レッド・ウォーター/サメ地獄（ジェリー・コリンズ）※テレビ東京版
- ロード・オブ・ザ・リング/王の帰還
- ロビン・フッド ※テレビ東京版
- ワールド・トランスポーター 悪女の罠
- 笑いのガス（歯科医〈フリッツ・シェイド〉）※スター・チャンネル版
- ワンダーウーマン 1984（ババジーデ[19]）

#### ドラマ
- アウトサイダー（アレックス・ペリー〈ジェレミー・ボブ〉）
- アストリッドとラファエル 文書係の事件録5 #1（検視官、鍵屋）
- イ・サン
- 1%の奇跡（イ・ヨンホ部長〈チ・サンニョル〉）
- 宇宙人ネッドのトークショー（コーネリアス〈マイケル・オーステロム〉）
- オクニョ 運命の女（ユ・ジョンフェ〈パク・ギルス〉[20]）
- 奇皇后 〜ふたつの愛 涙の誓い〜（パン・シヌ〈イ・ムンシク〉）
- キャシアン・アンドー（ライナス・モスク〈アレックス・ファーンズ〉）
- ギルモア・ガールズ（フィリップ）
- クリミナル・マインド7 FBI行動分析課（サイ・ブラッドストン）
- コールドケース
- ザ・ケープ 漆黒のヒーロー
- ザ・パシフィック
- The Ranch ザ・ランチ（ルースター〈ダニー・マスターソン〉）
- CSI:マイアミ
- シー・ハルク:ザ・アトーニー
- ジェントルマン・ジャック 紳士と呼ばれたレディ（ジェレミー・リスター〈ティモシー・ウェスト〉）
- 自由を愛した男（モレアス警部）
- 宿敵 因縁のハットフィールド&マッコイ
- 射鵰英雄伝（韓宝駒）
- 新ビバリーヒルズ青春白書
- ゾウズ・フー・キル2 殺意の深層
- ダウントン・アビー[21]（マレー）
- TABOO（ペティファー）
- ダメージ（ビートおじさん）
- タルサ・キング（アーマンド〈マックス・カセラ〉）
- 誰が彼を殺したか？（ベニート〈ジャヴィア・ラミレス〉）
- チャームド 〜魔女3姉妹〜 シーズン8（小鬼使い）
- 朱蒙（ケピル〈チョン・ハノン〉）
- デスパレートな妻たち
- 天龍八部（包不同）
- トレマーでの最後の夜に（レオ〈ギレルモ・トレド〉）
- トンイ
- ニュー・アムステルダム 医師たちのカルテ（イギー・フロム〈タイラー・ラビーン〉）
- 80日間世界一周（バーナード・フォーテスキュー〈ジェイソン・ワトキンス〉[22]）
- HAWAII FIVE-0（ジョーイ、ジェフ、サム）
- HEROES/ヒーローズ
- HEROES REBORN/ヒーローズ・リボーン（クエンティン・フレイディ〈ヘンリー・ジェブロフスキー〉）
- ビッグ・ショーのファミリー・ショー（フェナー〈ベン・ジロー〉）
- FARGO/ファーゴ（ベア・ゲアハルト〈アンガス・サンプソン〉）
- THE BLACKLIST/ブラックリスト（グレン・カーター、テディ・ブリムリー、イアン・ガーヴェイ）
- フラッシュポイント -特殊機動隊SRU-（グレゴリー・パーカー〈エンリコ・コラントーニ〉）
- ペリー・メイスン（ピート・ストリックランド〈シェー・ウィガム〉[23]）
- ボバ・フェット/The Book of Boba Fett
- マルコム in the Middle（アーティー）
- リゾーリ&アイルズ ヒロインたちの捜査線（アクセル・ドワイヤー）
- リトビネンコ暗殺（ブライアン・ターピー〈サム・トラウトン〉[24]）
- レッドクイーン #1~3（メンター〈アレックス・ブレンデミュール〉）

#### アニメ
- アーリーマン 〜ダグと仲間のキックオフ!〜
- KND ハチャメチャ大作戦（アーノルド）
- サウスパーク（トアン・ルー・キム 他）※Netflix版
- ザ・シンプソンズ
- サーフズ・アップ
- スポンジ・ボブ/スクエアパンツ ザ・ムービー
- ちいさなプリンセス ソフィア（マイロ）
- トランスフォーマーアドベンチャー マイクロンの章（スコルポノック）
- 長ぐつをはいたネコ（ルイス）
- プレーンズ2/ファイアー&レスキュー（ドリップ[25]）
- ぼんじゅ〜る?!イボン
- マウス・タウン ロディとリタの大冒険
- マダガスカル3（サーカス団長[26]）
- モンスター・ホテル クルーズ船の恋は危険がいっぱい?!（グレムリン、全CA、機長、副操縦士、乗務員[27]）
- モンティ・パイソン ある嘘つきの物語〜グレアム・チャップマン自伝〜（テリー・ジョーンズ）
- ライオン・ガード（ラフィキ）

#### ボイスオーバー
- 宇宙人ネッドのトークショー（コーネリアス〈マイケル・オーステロム〉）
- ストレージ・ウォーズ ～倉庫まるごと買取ります！（ダン・ドットソン）
- マーベル616 #7（ピート・ウッズ）

### テレビドラマ
- 声優探偵（犯人）

### 舞台
- クライム・オブ・ザ・ハート
- 暗くなるまで待って
- ソープ・オペラ
- ねずみとり
- 日暮町風土記
- 火の鳥〜羽衣編〜
- 法王庁の避妊法
- 絢爛とか爛漫とか

### 註釈
1. ↑  [9]とスターチャンネル放送時のクレジットより。